# Comité Español de Deporte Universitario
El Comité Español de Deporte Universitario (CEDU) es un órgano colegiado de asistencia y asesoramiento a la Presidencia del Consejo Superior de Deportes en este ámbito.

## Historia
El Comité Español de Deporte Universitario, se creó por Orden de 20 de diciembre de 1988, en desarrollo del Real Decreto 2069/1985, de 9 de octubre, sobre articulación de competencias en materia de actividad deportiva universitaria para coordinar las actividades deportivas universitarias de ámbito nacional y colaborar en la promoción de la práctica deportiva de los centros universitarios. Asimismo, el CEDU es miembro asociado de la Federación Internacional del Deporte Universitario, Fédération Internationale du Sport Universitaire (FISU) en idioma francés, y responsable de coordinar y organizar la participación española en las competiciones y actividades promovidas por ella.
La actual estructura y funciones del CEDU vienen desarrolladas en la Orden Ministerial de 3 de febrero de 2004.

## Campeonatos de España Universitarios
EL CEDU es el encargado de organizar los Campeonatos de España Universitarios (CEU), que se disputan anualmente entre la universidades españolas en varios deportes colectivos.
Los equipos de cada universidad están obligatoriamente compuestos por estudiantes, que conforman los equipos universitarios y que compiten en los diferentes campeonatos autonómicos, en las comunidades autónomas que tengan más de una universidad. Los campeones de cada comunidad autónoma van directamente a las fases final e interzonal de los campeonatos de España.
El CEU de deportes colectivos se divide, por tanto, en 3 fases:
- Autonómica (en CCAA con más de una universidad)
- Interzonal (hay dos y acuden 8 equipos a cada una)
- Final (a la que acuden los 5 campeones de las CCAA con más universidades, el organizador y los dos campeones de los Interzonales).